# Іноземна колегія
«Іноземна колегія» — підпільна агітаційно-пропагандистська організація КП(б)У. Створена у грудні 1918 за вказівкою ЦК РКП(б). Проводила агітаційну роботу серед військ Антанти (див. також Антанти військова присутність на півдні України 1918—1919). На чолі колегії стояла президія: С.Соколовська, Ж.Лябурб, А.Залік та ін. І.к. складалася з французької, румунської, польської, сербської, грецької груп, що вели пропаганду і розповсюджували революційну літературу серед іноземних солдатів на їхній рідній мові. Видавала газету «Le Communiste» («Комуніст») французькою мовою, листівки (французькою, італійською, румунсбкою, сербською та іншими мовами). В березні 1919 групу активних членів було заарештовано і страчено.